# 納拉奇河

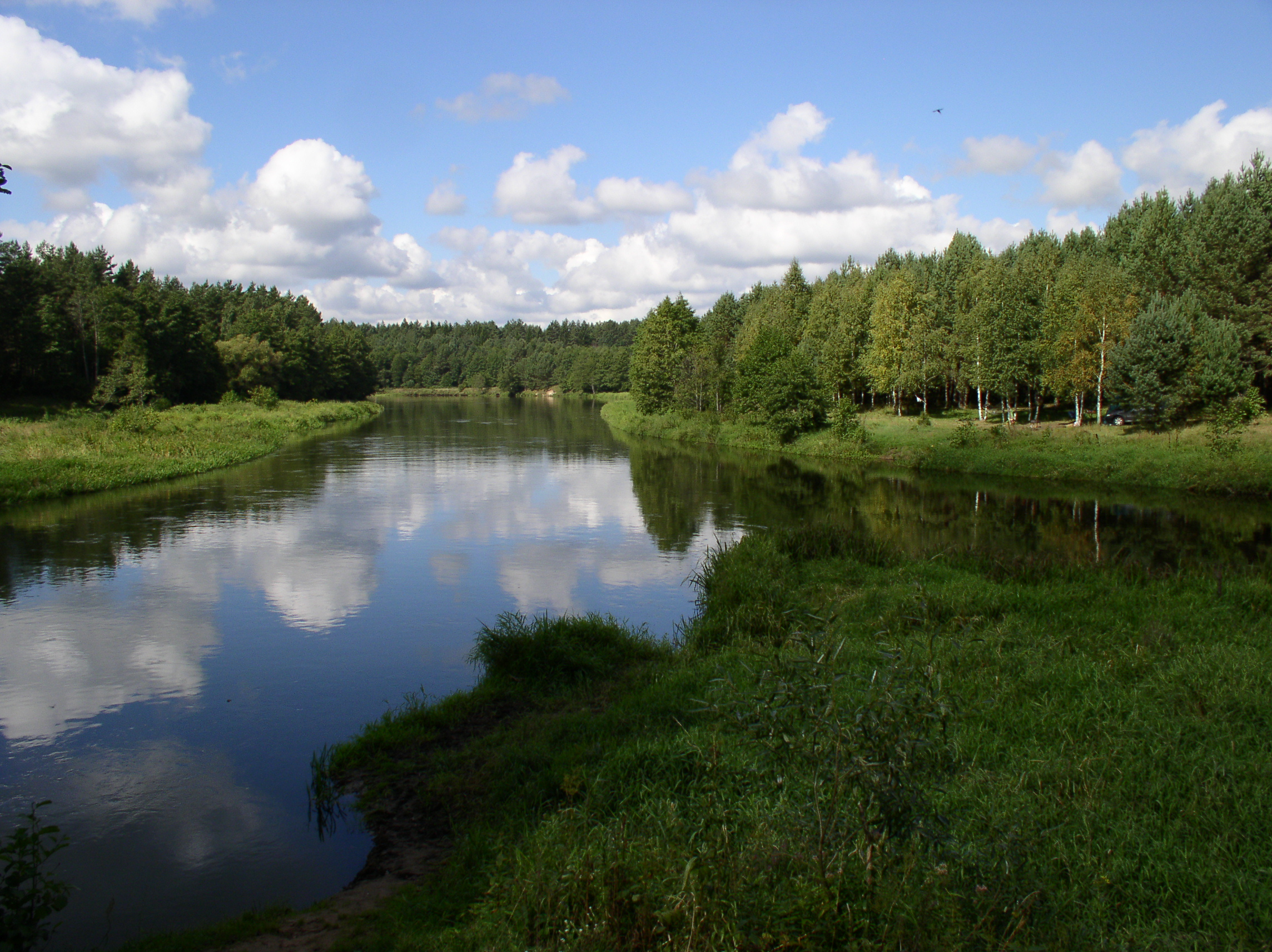
納拉奇河

納拉奇河是白俄羅斯的河流，位於該國西北部，由明斯克州負責管轄，河道全長75公里，流域面積1,650平方公里，發源自納拉奇湖，最終注入内里斯河。